# Östermalms IP
Östermalms IP är en idrottsplats vid Södra Fiskartorpsvägen på Norra Djurgården i Stockholm, intill Stockholms stadion. Idrottsplatsen invigdes den 30 september 1906 av kung Oscar II. Den är belägen inom Kungliga nationalstadsparken.

## Historik

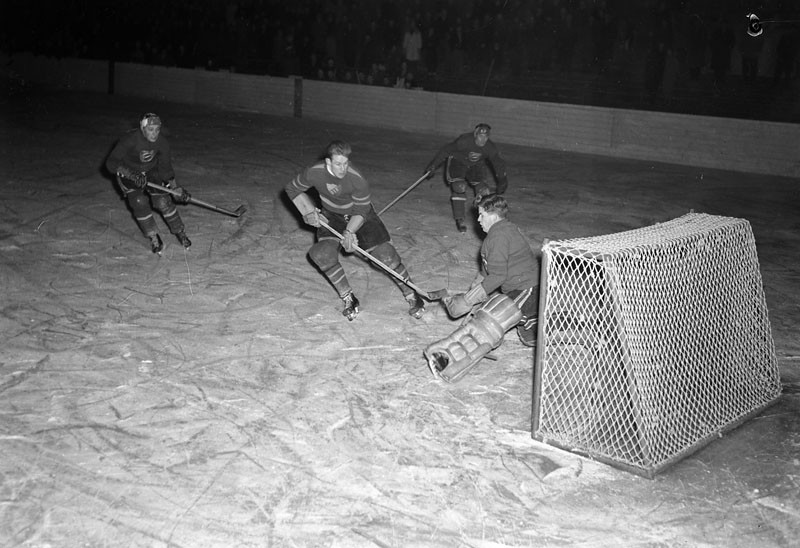
Ishockeymatch mellan Djurgårdens IF och Forshaga IF i januari 1953.

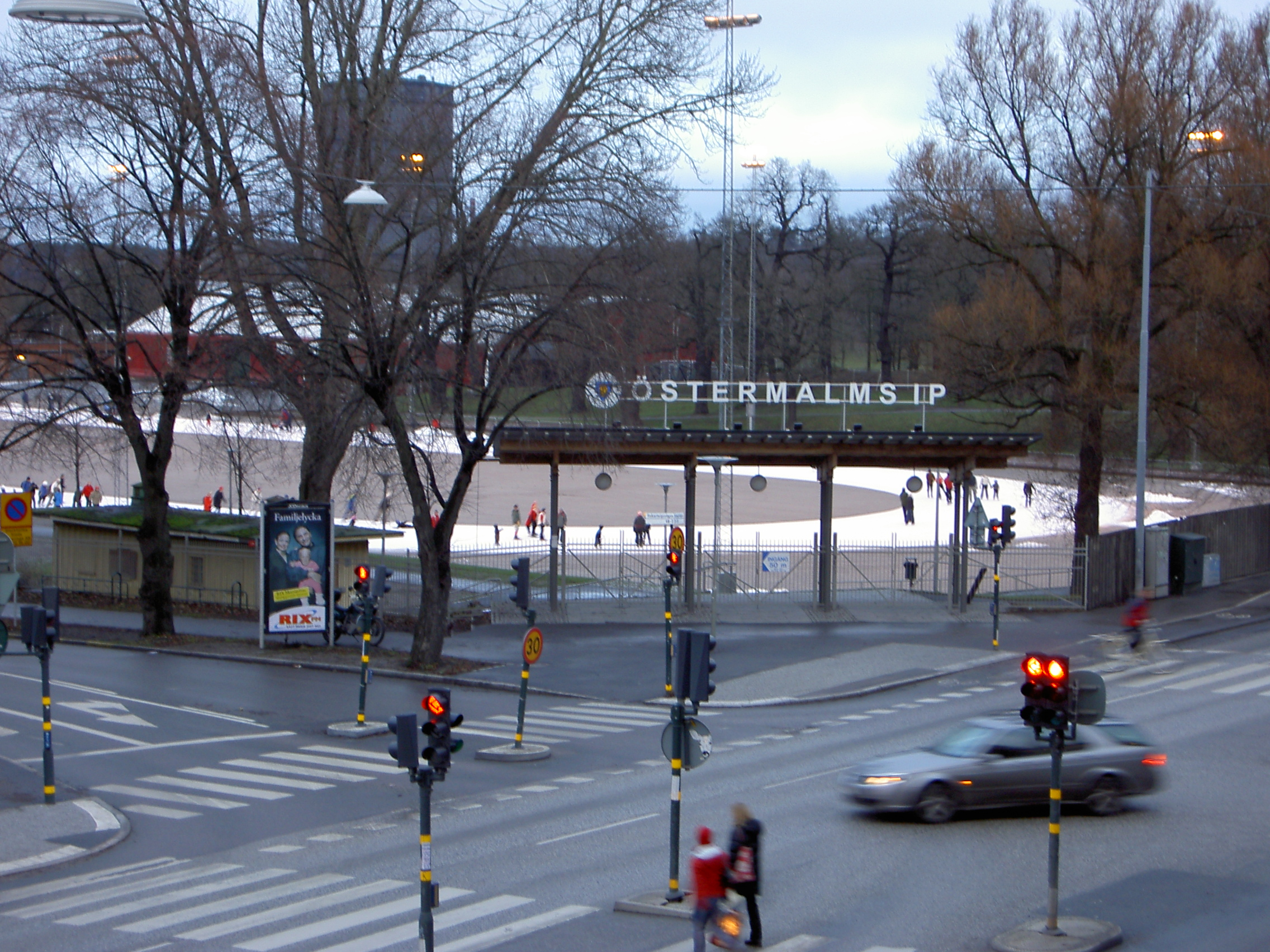
Östermalms IP i januari 2007.

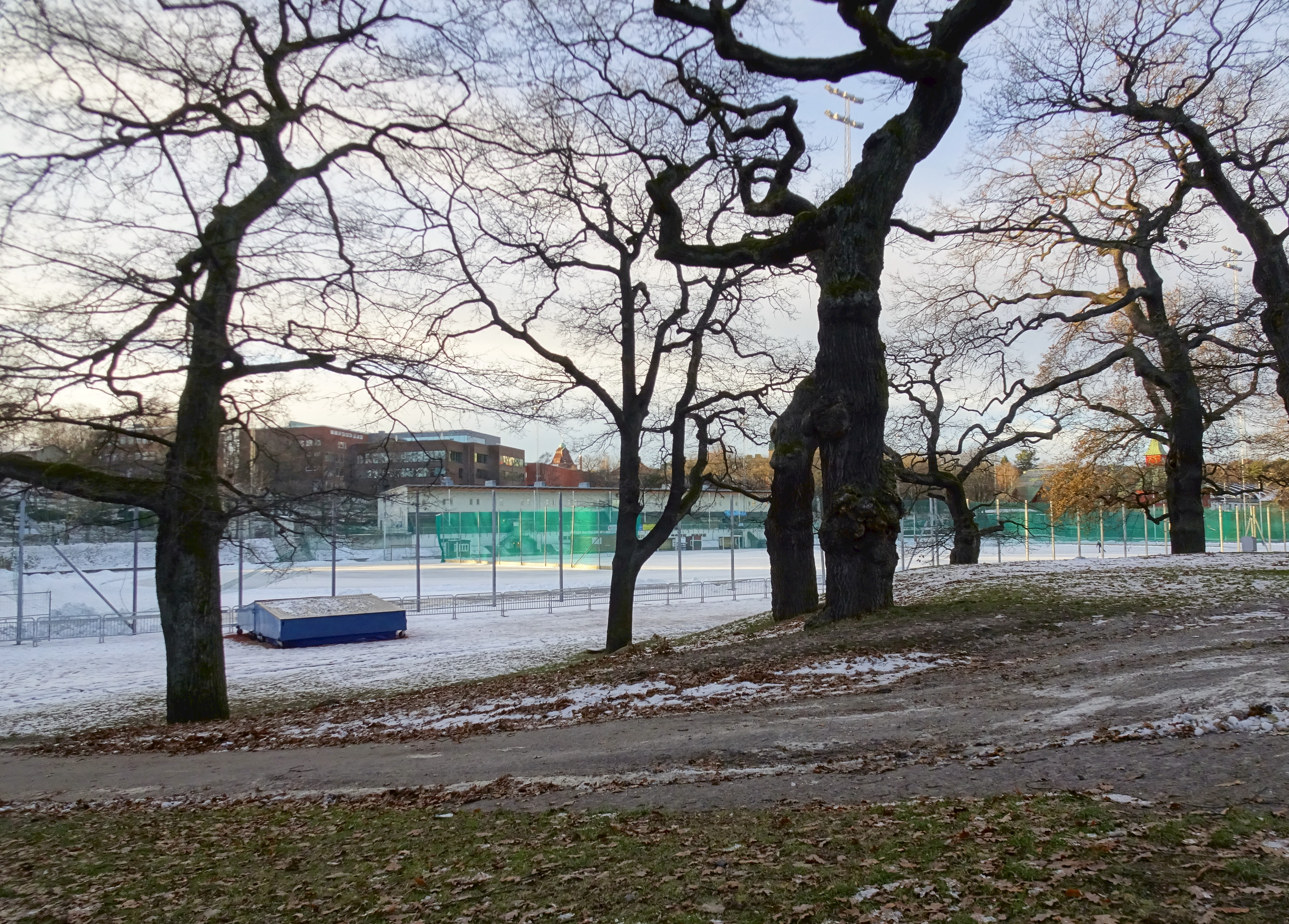
Östermalms IP med läktarbyggnaden i bakgrunden, november 2016.

Östermalms idrottsplats anlades på den så kallade Grässlätten eller Starrbäcksängen när Sveriges centralförening för idrottens främjande 1901 fick tillstånd att bygga en idrottsplats. Vid invigningen den 30 september 1906 talade Victor Balck och huvudtävlingen var löpning på distans om en engelsk mil (1,61 kilometer). Vinnare var Johan Svanberg.
Anläggningen användes vid Olympiska sommarspelen 1912, och ansågs då den invigdes vara en av världens modernaste idrottsplatser. Närheten till huvudarenan Stockholms stadion, som ligger alldeles intill, gjorde också arrangemanget praktiskt.
Idrottsplatsen används idag främst för fotboll men också som skridskobana på vintern: Stockholms enda rundbana för skridsko invigdes där vid årsskiftet 1970–1971. Större delen av Djurgårdens IF:s ungdomslag har denna idrottsplats som hemmaplan. Ishockeybanan stod klar säsongen 1926/1927 och den byggdes in i en ny ishall, Danicahallen, 2005.
Måndagen den 2 juni 1997 brändes Östermalms IP ner.
Åren 2005–2007 användes grusplanen på Östermalms IP som campingplats på sommaren.
Under sommaren 2008 renoverades kylsystemet för den konstfrusna rundbanan och samtidigt byttes grusplanen ut mot en konstgräsplan. I samband med denna renovering lades kylslingor även under planen innanför rundbanan för att möjliggöra att man spolade is även där, något som sedan skedde den kalla vintern 2010–2011.
I mars 2007 avslutades skridskosäsongen på ÖIP med isracing på rundbanan som körde sönder isen fullständigt. Ett nytt isracinglopp på rundbanan hölls i januari 2008 och efter det var rundbanan stängd en vecka medan ny is preparerades.
Vintern 2010–2011, då Idrottsförvaltningen i Stockholm hade spolat upp is även på planen innanför rundbanan, fick Djurgårdens IF Bandyförening den 6 januari 2011 i mötet mot AIK möjlighet att för första gången sedan skridskoovalen invigdes vid årsskiftet 1970-1971 spela bandy på stadsdelen Östermalm.
Stockholm Pride hölls på Östermalms IP under 2013, 2014 och 2015.
Sedan säsongen 2017/2018 spelar Djurgårdens IF permanent bandy på Östermalms IP.
Publikrekordet; 8 526 (inofficiella källor över nio tusen) åskådare från seriefinalen i hockey mellan Hammarby och Södertälje SK 1945. Över 4 000 fick vända hem vid grindarna.

## Djurgårdsarenan
Sedan 2007 har Djurgårdens IF Fotboll velat bygga en ny fotbollsarena på Östermalms IP, med plats för ungefär 25 000 åskådare  eller en arena på Storängsbotten. Båda dessa förslag har dock fått nej av Kungliga Djurgårdens Förvaltning, som förvaltar marken. Dock presenterades ett nytt arenaförslag i juli 2010 placerat på Östermalms IP för 18 000 åskådare, som förvaltningen ej motsatt sig. Djurgården planerade initialt att få arenan byggd och spelklar till 2014.
Det klubben har att kvar att lösa för ett godkännande är främst att se till att de nuvarande verksamheterna på idrottsplatsen får lämpliga faciliteter att använda även i framtiden. Men i december 2011 gav Djurgårdens IF tillsvidare upp sina planer på en arena på Östermalms IP. Sedan sommaren 2013 spelar Djurgårdens herrar på Tele2 Arena.

## Evenemang
- Svenska mästerskapsfinalen i ishockey 1950 (Djurgårdens IF-Mora IK (7-2))[16]